# Arizona State Route 69
Die Arizona State Route 69 ist eine State Route im US-Bundesstaat Arizona, die in West-Ost-Richtung verläuft.
Die State Route beginnt an der Arizona State Route 89 nahe Prescott und endet am Interstate 17. Nach etwa einem Fünftel der Strecke passiert die vierspurig ausgebaute Straße den Ort Prescott Valley. Vor dem Bau des I-17 begann die State Route in Phoenix am Black Canyon Highway.